# 錦町 (臺南市)

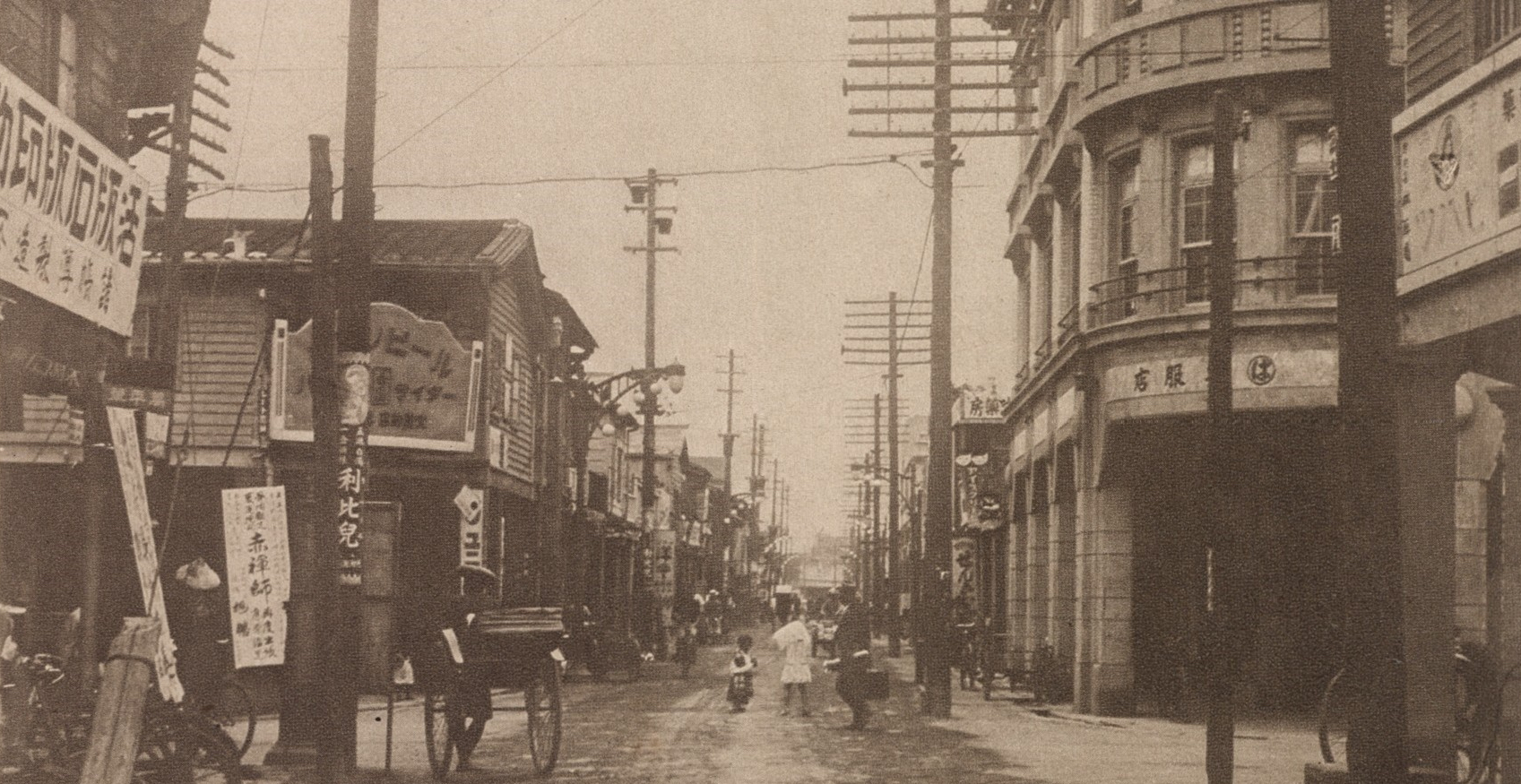
臺南錦町通

錦町為台灣日治時期台南州台南市之行政區。包括清代舊街名頂打石、做蔑、下打石、開仙宮、保西宮、佛祖廟。

## 名稱
1916年（大正5年）規劃町名改正時，原擬名「開仙町」。臺南廳審查後，一度考慮「仙石町」等名，最後改為「錦町」並呈報總督府，同年11月3日公告。1919年（大正8年）4月1日正式實施。

## 町內設施
- 天公壇
- 開仙宮

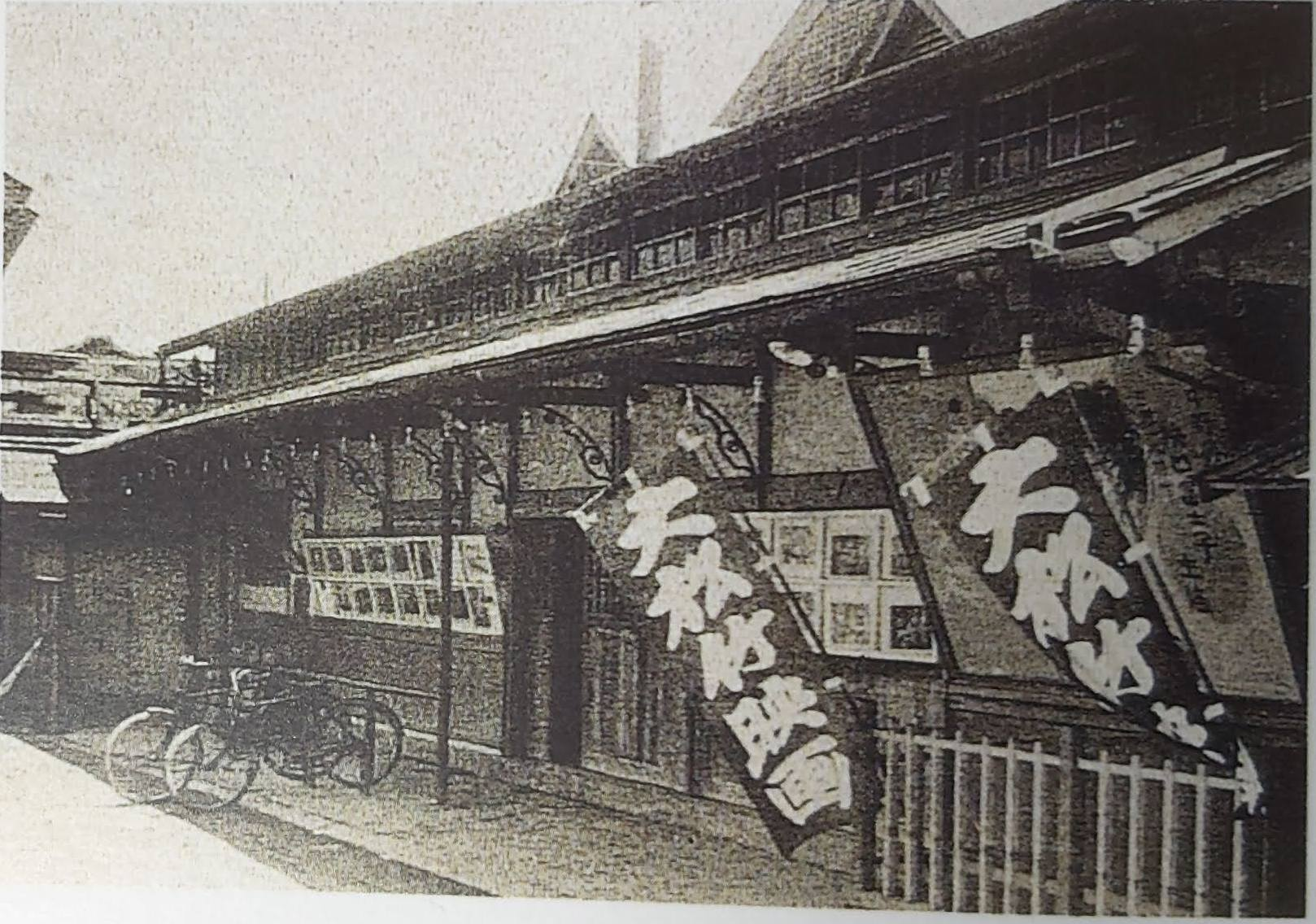
臺南戎座劇院

- 戎座：戲院，1935年遷到田町蓋新的建築（戎館）。